# Панчо Попмихов
Панчо Попмихов е български просветен деец от ранното Българско възраждане в Източна Македония.

## Биография
След Хатихумаюна от 1856 година абаджията Панчо Попмихов отваря в дома си в Петрич частно килийно училище, в което преподава на деца от заможни семейства, предимно от махалата Виздол, вероятно по синтетичната метода. Училището има целодневни занятия и преподаването е на български и на гръцки език. Изучава се часослова, псалтира и църковното пеене, като също така се преподава и занаят - абаджийство.
По време на т.нар. турско-патриаршиска реакция (1876-1882), когато всички български училища в града и селата са закрити, училището на Панчо Попмихов в Петрич, отново отваря врати.
Негов родственик е Михо Попов - първият български кмет на Петрич.